# إريك تيل
اريك تيل (بالإنجليزية: Eric Till)‏ (و. 1929  م) هو مخرج أفلام، وكاتب سيناريو، ومنتج أفلام بريطاني، ولد في لندن.

## وصلات خارجية
- إريك تيل على موقع IMDb (الإنجليزية)
- إريك تيل على موقع مونزينجر (الألمانية)
- إريك تيل على موقع ألو سيني (الفرنسية)
- إريك تيل على موقع أول موفي (الإنجليزية)
- إريك تيل على موقع قاعدة بيانات الأفلام السويدية (السويدية)
- إريك تيل على موقع قاعدة بيانات الفيلم (الإنجليزية)
- إريك تيل على موقع كينوبويسك (الروسية)